# Grobownik długoskrzydły
Grobownik długoskrzydły (Taphozous longimanus) – gatunek ssaka z podrodziny grobowników (Taphozoinae) w obrębie rodziny upiorowatych(Emballonuridae).

## Taksonomia
Gatunek po raz pierwszy zgodnie z zasadami nazewnictwa binominalnego nazwał w 1825 roku angielski przyrodnik Thomas Hardwicke nadając mu nazwę Taphosous longimanus. Holotyp pochodził z Kolkaty, w Bengalu Zachodnim, w Indiach.
Taphozous longimanus należy do podrodzaju Taphozous. Autorzy Illustrated Checklist of the Mammals of the World rozpoznają cztery podgatunki. Podstawowe dane taksonomiczne podgatunków (oprócz nominatywnego) przedstawia poniższa tabelka:
| Podgatunek         | Oryginalna nazwa                  | Autor i rok opisu | Miejsce typowe     |
| ------------------ | --------------------------------- | ----------------- | ------------------ |
| T. l. albipinnis   | Taphozous longimanus albipinnis   | O. Thomas, 1898   | Labuan, Malezja.   |
| T. l. kampenii     | Taphozous kampenii                | Jentink, 1907     | Jawa, Indonezja.   |
| T. l. leucopleurus | Taphozous longimanus leucopleurus | Dobson, 1878      | Flores, Indonezja. |

### Etymologia
- Taphozous: gr. ταφος taphos „grób, grobowiec”; ζωoς zōos „żyjący”[17].
- longimanus: łac. longus „długi”[18]; manus „ręka”[19].
- albipinnis: łac. albus „biały”[20]; -pinnis „-skrzydły”, od pinna „pióro, skrzydło”[21].
- kampenii: Pieter Nicolaas van Kampen (1878–1937), holenderski herpetolog[6].
- leucopleurus: gr. λευκοπλευρος leukopleuros „z białymi bokami”, od λευκος leukos „biały”; πλευρα pleura „bok, żebro”[22].

## Zasięg występowania
Grobownik długoskrzydły występuje w południowej i południowo-wschodniej Azji zamieszkując w zależności od podgatunku:
- T. longimanus longimanus – subkontynent indyjski (Nepal, Indie, Bangladesz i Sri Lanka).
- T. longimanus albipinnis – Borneo i Labuan.
- T. longimanus kampenii – Jawa; granice zasięgu niejasne.
- T. longimanus leucopleurus – Flores, Małe Wyspy Sundajskie; granice zasięgu niejasne.

Wiele populacji z szerokiego zasięgu grobownika długoskrzydłego nie można przypisać do konkretnego podgatunku.

## Morfologia
Długość ciała (bez ogona) 73–86 mm, długość ogona 20–30 mm, długość ucha około 20 mm, długość przedramienia 54–63 mm; brak szczegółowych danych dotyczących masy ciała. Grobowniki długoskrzydłe to małe zwierzęta o krótkowłosej, połyskującej sierści.

## Tryb życia
Występuje w zgrupowaniach palm kokosowych, zaroślach, a także w opuszczonych grobowcach i ruinach. Grobownik długoskrzydły chętnie odpoczywają w budowlach wzniesionych przez ludzi. Ich nazwa wzięła się od tego, ponieważ po raz pierwszy zostały znalezione w grobowcach. Można je zobaczyć na liczących 2000 lat chińskich malowidłach. Są to prawdopodobnie pierwsze rysunki nietoperzy, jakie w ogóle pojawiły się w historii sztuki. Wieczorami polują na owady na wysokości dochodzącej do 100 m. Nocą stopniowo zniżają lot. Podczas polowania wydają głośne krzyki, słyszalne również dla ludzi.